# Arken (roman)
Arken är en roman av den svenske författaren Peter Nilson, utgiven på Norstedts Förlagsgrupp 1982.
Romanen kom att bli Nilsons genombrott. Handlingen börjar i tidernas begynnelse och avslutas i framtiden. Huvudpersonen Benjamin levererar slavar till byggandet av Noaks ark. Han överlever senare syndafloden och flyter med tidens flod ända in i framtiden. Han får slutligen följa med på den nya ark som ska färdas mot tidens slut.
Arken är en av titlarna i boken Tusen svenska klassiker (2009).

## Utgåvor
- Nilson, Peter (1982) (på obestämt språk). Arken berättelsen om en färd till tidens ände / Box 1 .. Lund: Btj. Libris 11534637
- Nilson, Peter (1982) (på obestämt språk). Arken berättelsen om en färd till tidens ände / Box 2 .. Lund: Btj. Libris 11534638
- Nilson, Peter (1982). Arken: berättelsen om en färd till tidens ände. Stockholm: Norstedt. Libris 7153480. ISBN 91-1-821182-8
- Nilson, Peter (1983) (på norska). Arken: beretningen om en ferd til tidens slutt. Oslo: Gyldendal. Libris 7174441. ISBN 82-05-14336-6
- Nilson, Peter (1984). Arken: berättelsen om en färd till tidens ände. MånPocket, 99-0184541-6 ([Ny utg.]). Stockholm: MånPocket. Libris 7654143. ISBN 91-7642-172-4
- Nilson, Peter (1998). Arken: berättelsen om en färd till tidens ände ([Ny utg.]). Stockholm: Norstedt. Libris 7150928. ISBN 91-1-300344-5
- Nilson, Peter. (2005). Arken berättelsen om en färd till tidens ände. Lund: Btj. Libris 12604736

### Fotnoter
1. ↑  ”Arken”. Libris.kb.se. http://libris.kb.se/hitlist?d=libris&q=Peter+Nilson+Arken&f=simp&spell=true&hist=true&p=1. Läst 12 februari 2013.
2. 1 2  Gradvall et al 2009, nr. 601